# Son-Sonnette
Die Son-Sonnette (auch: Sonsonnette) ist ein Fluss in Frankreich, der im Département Charente in der Region Nouvelle-Aquitaine verläuft. Sie entspringt unter dem Namen Son bei Roumazières-Loubert, entwässert generell in westlicher Richtung und erreicht Ventouse, wo von rechts der Sonnette einmündet. Ab diesem Punkt nennt sich der Fluss Son-Sonnette, strebt weiter Richtung West und mündet nach insgesamt rund 35 Kilometern im Gemeindegebiet von Mouton als linker Nebenfluss in einen Nebenarm der Charente.

## Orte am Fluss
- Roumazières-Loubert
- Nieuil
- Saint-Claud
- Cellefrouin
- Ventouse
- Saint-Front
- Mouton